# Alberto Botía
Pour les articles homonymes, voir Botía.
Alberto Tomás Botía Rabasco, plus connu comme Alberto Botía, né le 27 janvier 1989 à Murcie, est un footballeur espagnol évoluant au poste de défenseur central à l'AE Kephissia.

## Biographie
Après avoir commencé à jouer au football dans le club de CD Beniel puis au Real Murcie, Alberto Botía intègre La Masia, le centre de formation du FC Barcelone, en 2003 lorsqu'il est âgé de 14 ans.
Après avoir été prêté par le FC Barcelone au Sporting de Gijón lors de la saison 2009-2010, Alberto Botía a été transféré au club asturien en juin 2010 pour un montant de 1.25 million d'euros. Le FC Barcelone conserve une option préférentielle de rachat à laquelle il ne donne finalement pas suite.
En 2012, il est transféré au Séville FC.
En juillet 2013, il est prêté par Séville au néo-promu Elche CF.

### Équipe d'Espagne
Alberto Botía a joué avec les diverses équipes d'Espagne en catégorie junior et espoirs. Quelques semaines après avoir remporté le Championnat d'Europe espoirs 2011, il est convoqué par Vicente del Bosque pour la première fois le 25 août 2011 pour deux matchs en septembre : un amical face au Chili et un comptant pour les éliminatoires de l'Euro 2012 face au Liechtenstein.

## Palmarès

### En club
- FC Barcelone
  - Vainqueur du Championnat d'Espagne : 2009
- Olympiakos Le Pirée
  - Vainqueur du Championnat de Grèce : 2015, 2016 et 2017
  - Vainqueur de la Coupe de Grèce : 2015
- Al-Hilal
  - Vainqueur de la Supercoupe d'Arabie saoudite : 2018

### En sélection
- Espagne espoirs
  - Championnat d'Europe espoirs
    - Vainqueur : 2011